# Prijeboj
Prijeboj falu Horvátországban Lika-Zengg megyében. Közigazgatásilag Plitvička Jezerához tartozik. Terméketlen sziklás talaja miatt lakói főként kézművességből éltek, különösen kiváló kovácsok hírében álltak. Szinte minden házánál kovácsműhely működött, akik kaszákat, sarlókat, késeket készítettek.

## Fekvése
Otocsántól légvonalban 35 km-re, közúton 54 km-re keletre, községközpontjától, Korenicától légvonalban 11 km-re közúton 12 km-re északra, az 1-es számú főúttól keletre a Plitvicei-tavak Nemzeti Park keleti szélén fekszik. Hegyvidéki település kisebb mezőkkel és rétekkel, de területének legnagyobb része kopár sziklás.

## Története
Prijeboj, régi nevén Priboj egykor az otocsáni határőrezredhez tartozó határőrtelepülés volt. A határ innen nem messze, az 1649 méter magas Plješivicán át le Rudanovacig, majd onnan Priboj területén és a Sadilovac melletti a Koranán átívelő Gavranić-hídon át húzódott. Pribojon régen vásárokat tartottak ahová még Boszniából és a Krajina északi vidékeiről is hoztak árukat. Mivel egyre gyakoribb volt a lopás és a verekedés, egy idő után Müller az otocsáni ezred parancsnoka a vásárt betiltotta. 1788-ban újabb háború tört ki Ausztria és az Oszmán Birodalom között és a frontvonal Pribojnál húzódott. 1789. november 11-én harmincezer török katona támadott Priboj és Otocsán irányában. Annak ellenére, hogy a törökök sokkal többen voltak, mint a határőrök, három napig eredménytelenül ostromolták Otocsánt. Amikor rájöttek, hogy a határt itt nem tudják áttörni, visszavonultak Izačić felé. Az 1791-es szisztovói béke értelmében újabb kisebb területek kerültek osztrák fennhatóság alá a velencei határig. Priboj közelében a határ úgy változott, hogy a Plješivicától keletre Bihács felé fordult, ezzel a település biztonsága megnőtt, mely hozzájárult fejlődésének növekedéséhez.
1847-ben az otocsáni határőrezred akkori parancsnoka, Nikola Mastrović saját költségén felépíttette a Szent Péter és Pál templomot, mely a korenicai római katolikus plébániához tartozott. Közben 1840-ben az ezredparancsokság megépíttette a Pribojból a Plitvicei-tavakhoz Leskovacba vezető utat. 1852-ben megépült a Pribojból Jezeracon át a Kozjak-tóhoz vezető út is. 1870-ben megindult a forgalom a Pribojból Petrovoseloig vezető új úton is. Ez a kanyargós út választja el a Plješivicát a Mala Kapelától. 1851-ben August Billek ezredparancsnok megépíttette a helyi vízvezetéket. 1866-ban megnyílt a település első alapiskolája. A török Boszniából történt kiűzése után új telepesek érkeztek Bosznia és Hercegovina, Gorski Kotar és a Krajina területeiről. Pribojnak 1857-ben 1062, 1910-ben 463, döntő többségben (16 görögkeleti kivételével) római katolikus lakosa volt.
A trianoni békeszerződés előtt Lika-Korbava vármegye Korenicai járásához tartozott. Ezt követően előbb a Szerb-Horvát-Szlovén Királyság, majd Jugoszlávia része lett. A második világháború idején a csetnikek a falu horvát lakosságát elűzték, templomukat pedig felgyújtották. A háború után a visszatérni kívánó horvátokat a csetnikből kommunistákká átvedlett szerbek sokáig megakadályozták a hazatérésben. 1957-ben Mile Konjevićet és Milan nevű 18 éves fiát saját házukban gyilkolták meg. Az anya csodával határos módon élte túl a támadást. 1991-ben a független Horvátország része lett, de a környék szerb lakossága még az évben Krajinai Szerb Köztársasághoz csatlakozott és a horvátoknak újra menekülni kellett. Mindössze 13 horvát maradt a településen, közülük egy lakost saját háza előtt agyonlőttek. A szerbek aláaknázták és felrobbantották a plébániatemplomot is. A horvát hadsereg 1995. augusztus 6-án a Vihar hadművelet keretében foglalta vissza a község területét. A falunak 2011-ben 12 lakosa volt.

## Lakosság
| Lakosság változása | Lakosság változása | Lakosság változása | Lakosság változása | Lakosság változása | Lakosság változása | Lakosság változása | Lakosság változása | Lakosság változása | Lakosság változása | Lakosság változása | Lakosság változása | Lakosság változása | Lakosság változása | Lakosság változása | Lakosság változása |
| ------------------ | ------------------ | ------------------ | ------------------ | ------------------ | ------------------ | ------------------ | ------------------ | ------------------ | ------------------ | ------------------ | ------------------ | ------------------ | ------------------ | ------------------ | ------------------ |
| 1857               | 1869               | 1880               | 1890               | 1900               | 1910               | 1921               | 1931               | 1948               | 1953               | 1961               | 1971               | 1981               | 1991               | 2001               | 2011               |
| 1.062              | 1.075              | 1.033              | 466                | 474                | 463                | 448                | 411                | 109                | 53                 | 46                 | 37                 | 26                 | 28                 | 3                  | 12                 |

## Nevezetességei
Szent Péter és Pál tiszteletére szentelt római katolikus plébániatemplomának romjai. A templomot 1847 és 1849 között az otocsáni határőrezred akkori parancsnoka Nikola Mastrović építtette. A II. világháborúban a csetnikek felgyújtották. 1966-ban a drežniki plébános megkísérelte újjáépítését, de ezt a kommunista hatóságok megakadályozták. A romok egyre rosszabb állapotba kerültek. A hívek a templom előtt gyűltek össze istentiszteletre. Az utolsó ilyen összejövetelt 1990-ben Szent Péter ünnepén tartották. 1991-ben a szerbek a megmaradt romokat is aláaknázták és felrobbantották. Mára a romok környezetét kitisztították és megtették az előkészületeket a templom újjáépítésére. A hívek a plitvicei plébániához tartoznak.
A vadászház épülete a falun kívül, sík terepen, egy bekötőút mentén található. Részben alagsoros, délkeleti tájolású, földszintes épület, fordított "Z" betű alakú alaprajzzal, melyet meredek kontytető zár le. A ház 1954-ben épült az erdészeti szolgálat igényeire, lakással és az erdészeti munkások számára kialakított helyiségekkel. Az épület a horvátországi háborúban elpusztult, ma már nem működik. Az épület tipológiai és morfológiai jellemzői minőségi kivitelezésű középületről árulkodnak, melynek kialakításában hagyományos anyagokat használtak. Nagy értéke az épületnek az általa uralt tájba való feltűnésmentes beilleszkedése, és az eredeti formájában való megőrzése.